# Groupe Europe de l'Union des fédéralistes européens
Le Groupe Europe de l'Union des fédéralistes européens (UEF - Groupe Europe), membre de l'Union des fédéralistes européens (UFE / UEF), rassemble des parlementaires, des fonctionnaires, stagiaires, et autres agents et personnels des institutions et organes de l'Union européenne. D'autres personnes partageant les valeurs du groupe peuvent devenir membres. Le Groupe Europe a comme slogan : « Avec nous, pour un projet d'avenir pour une Europe unie et solidaire ! ». Le secrétariat du Groupe Europe se trouve à Bruxelles.

## Historique
Le groupe a été fondé le 12 avril 1975 par la fusion du groupe Communautés européennes du Mouvement fédéraliste européen, situé à Bruxelles, et de la section Communautés européennes, qui était rattachée à l'Union européenne des fédéralistes du Luxembourg. Le Comité fédéral de l'UEF, préalablement consulté, avait amendé son règlement intérieur de 1973 pour accueillir comme organisation de base autonome, sans rattachement territorial, le groupe Communautés européennes (article 3, 2e alinéa et article 3, 2e alinéa[à vérifier]). Le congrès extraordinaire du Groupe du 10 mai 2000 a décidé de changer sa dénomination en « UEF Groupe Europe » ou « groupe UEF-EU ». Son statut en tant qu'ASBL est enregistré au registre de sociétés et du commerce du Luxembourg, sous la référence no F795.

## Administration
Le président du groupe Europe est Jacques Santer, ancien président de la Commission européenne (1995-1999) et ancien Premier ministre du Luxembourg. La secrétaire générale du groupe est Catherine Vieilledent. Une section se situe à Bruxelles (secrétaire : Lothar Jaschke) et une se trouve au Luxembourg avec comme secrétaire Giovanni Rastrelli.
L'organisme a également deux présidents d'honneur qui sont Alain Lamassoure et Richard Corbett.

## Mission
Le groupe Europe entend promouvoir à l'intérieur et à l'extérieur des institutions européennes la constitution d'une Europe fédérale, qui fait entendre sa voix dans le monde, pour défendre les valeurs de paix, de démocratie, de solidarité, de justice, de tolérance et de respect du droit international et qui met en œuvre des politiques intégrées, cohérentes, transparentes et proches du citoyen. L'ambition principale est la mise en place des États-Unis d'Europe.
Le groupe Europe vise à stimuler et, au besoin, ouvrir le débat sur les grands thèmes et sur l'actualité de l'intégration européenne. Ses membres veulent promouvoir des synergies avec les acteurs politiques et les organisations de la Société civile ainsi qu'informer tant les personnels des institutions européennes et organes de l'Union que les citoyens sur les enjeux des politiques européennes.